# Quantum Redshift
Quantum Redshift es un videojuego de carreras futuristas para la Xbox, desarrollado por Curly Monsters y publicado por Microsoft Game Studios en el 2002. Creado por el diseñador de Wipeout, Nick Burcombe, el juego pone al jugador en los zapatos de 16 diferentes personajes, provocados por sus rivalidades, esas historias no terminan hasta que los torneos se completan. El juego tiene cinco diferentes niveles de velocidad, que actúan según niveles de dificultad para el juego. Los puntos ganados después de las carreras permite a los jugadores a aumentar las capacidades ofensivas y defensivas de cada nave. El juego tiene una banda sonora del músico holandés Junkie XL.
A pesar de la respuesta crítica a Quantum Redshift en la parte positiva, ganando el puesto 76 en los Game Rankings, el juego se vendió pobremente. Como resultado, el segundo juego, que incluía jugar en Xbox Live fue cancelado por Microsoft, y Curly Monsters cerró poco después.